# Мікко Мякеля
Мікко Матті Мякеля (фін. Mikko Matti Mäkelä; народився 28 лютого 1965 у м. Тампере, Фінляндія) — фінський хокеїст, лівий нападник. Член Зали слави фінського хокею (2004).
Вихованець хокейної школи «Ільвес» (Тампере). Виступав за «Ільвес» (Тампере), «Нью-Йорк Айлендерс», «Спрингфілд Індіанс» (АХЛ), «Лос-Анджелес Кінгс», «Баффало Сейбрс», ТПС (Турку), ХК «Мальме», «Бостон Брюїнс», «ДЕГ Метро Старс», ХК «Седертельє», «Таппара» (Тампере).
У складі національної збірної Фінляндії провів 81 матч; учасник зимових Олімпійських ігор 1992 і 1994, учасник чемпіонатів світу 1985, 1992 і 1994, учасник Кубка Канади 1987. У складі молодіжної збірної Фінляндії учасник чемпіонатів світу 1984 і 1985. У складі юніорської збірної Фінляндії учасник чемпіонату Європи 1983.
Бронзовий призер зимових Олімпійських ігор 1994. Срібний призер чемпіонату світу (1992, 1994). Чемпіон Фінляндії (1985, 1993). Чемпіон Швеції (1994). Чемпіон Німеччини (1996).